# Первый кабинет Дэвида Кэмерона
Первый кабинет Дэвида Кэмерона (англ. First Cameron ministry), или Коалиция Кэмерона-Клегга (англ. Cameron–Clegg coalition) — 94-е (с момента образования в 1707 году Королевства Великобритания) правительство Великобритании, сформированное Дэвидом Кэмероном и Ником Клеггом, когда Кэмерон был приглашён королевой Елизаветой II сформировать правительство после всеобщих выборов 2010 года. Это было первое коалиционное правительство Великобритании с момента временного правительства Черчилля в 1945 году.
Коалиция была возглавлена Кэмероном как премьер-министром с Клеггом в должности заместителя премьер-министра и состояла из членов как правоцентристской Консервативной партии Кэмерона, так и центристской Либерально-демократической партии Клегга. Кабинет министров включал шестнадцать консерваторов и пять либеральных демократов, при этом восемь других консерваторов и один либеральный демократ участвовали в заседаниях кабинета, но не были его членами. Коалицию сменила однопартийная, вторая администрация Кэмерона после выборов 2015 года.

## Первый состав кабинета (2010—2012)

### Формирование
По итогам парламентских выборов 6 мая 2010 года Консервативная партия добилась относительного большинства, и 11 мая 2010 года Дэвид Кэмерон сформировал коалиционное правительство Консервативной и Либерально-демократической партий, которое пришло на смену кабинету Гордона Брауна.

### Изменения
29 мая 2010 года старший секретарь Казначейства Дэвид Лоуз подал в отставку, признав допущенные им финансовые нарушения (он включил в свои расходы сумму, потраченную на оплату аренды жилья для гомосексуального партнёра), и пообещал компенсировать заявленную сумму в размере 40 тыс. фунтов стерлингов. На освободившуюся должность был перемещён министр по делам Шотландии Дэнни Александер, а министром по делам Шотландии, в свою очередь, стал Майкл Мур.
14 октября 2011 года министр обороны Лиам Фокс ушёл в отставку вследствие скандала, вызванного его обращением к городскому казначею (city financier) с просьбой о субсидии для своего друга и неофициального советника Адама Уэррити (Adam Werritty). Освободившееся кресло занял министр транспорта Филип Хэммонд, которого в его прежней должности сменила Джастин Грининг, служившая в Казначействе.
3 февраля 2012 года министр энергетики Крис Хьюн ушёл в отставку в связи с выдвинутыми против него и его бывшей жены Вики Прайс (Vicky Pryce) обвинений в препятствовании правосудию (по утверждению органов следствия, Прайс записала на себя штрафные баллы, полученные Хьюном за превышение скорости, допущенное в 2003 году). Хьюн заявил о своей невиновности, его кресло занял Эд Дейви.

### Список
| Должность                                                                       | Имя                                  | Партия | Примечания                                |
| ------------------------------------------------------------------------------- | ------------------------------------ | ------ | ----------------------------------------- |
| Премьер-министр, первый лорд казначейства, министр гражданской службы           | Дэвид Кэмерон                        | К      |                                           |
| Заместитель премьер-министра Соединённого Королевства, лорд-председатель Совета | Ник Клегг                            | ЛД     |                                           |
| Канцлер казначейства                                                            | Джордж Осборн                        | К      |                                           |
| Министр внутренних дел , министр по делам женщин и равных возможностей          | Тереза Мэй                           | К      |                                           |
| Министр иностранных дел, первый министр                                         | Уильям Хейг                          | К      |                                           |
| Министр обороны                                                                 | Лиам Фокс                            | К      | Подал в отставку 14 октября 2011 года     |
| Министр обороны                                                                 | Филип Хэммонд                        | К      | с 2011 года                               |
| Министр юстиции; лорд-канцлер                                                   | Кеннет Кларк                         | К      |                                           |
| Министр здравоохранения                                                         | Эндрю Лэнсли                         | К      |                                           |
| Министр образования                                                             | Майкл Гоув                           | К      |                                           |
| Министр по делам бизнеса, инноваций и профессионального образования             | Винс Кейбл                           | ЛД     |                                           |
| Старший секретарь Казначейства                                                  | Дэвид Лоуз                           | ЛД     | 29 мая 2010 года подал в отставку         |
| Старший секретарь Казначейства                                                  | Дэнни Александер                     | ЛД     | с 2010 года                               |
| Министр труда и пенсий                                                          | Иан Дункан Смит                      | К      |                                           |
| Министр энергетики и борьбы с изменением климата                                | Крис Хьюн                            | ЛД     | Подал в отставку 3 февраля 2012 года      |
| Министр энергетики и борьбы с изменением климата                                | Эд Дейви                             | ЛД     | с февраля 2012                            |
| Министр местного самоуправления                                                 | Эрик Пиклз                           | К      |                                           |
| Министр транспорта                                                              | Филип Хэммонд                        | К      | Занимал должность до 14 октября 2011 года |
| Министр транспорта                                                              | Джастин Грининг                      | К      | 14 октября 2011 — 4 сентября 2012         |
| Министр по делам окружающей среды, продовольствия и сельского хозяйства         | Кэролайн Спелман                     | К      |                                           |
| Министр международного развития                                                 | Эндрю Митчелл                        | К      |                                           |
| Министр по делам Северной Ирландии                                              | Оуэн Патерсон                        | К      |                                           |
| Министр по делам Шотландии                                                      | Дэнни Александер                     | ЛД     | В должности до 29 мая 2010 года           |
| Министр по делам Шотландии                                                      | Майкл Мур                            | ЛД     | С 29 мая 2010 года                        |
| Министр по делам Уэльса                                                         | Шерил Гиллан                         | К      |                                           |
| Министр по делам культуры, Олимпийских игр, СМИ и спорта                        | Джереми Хант                         | К      |                                           |
| Лидер Палаты лордов, Канцлер герцогства Ланкастерского                          | Томас Гэлбрейт, 2-й барон Стрэтклайд | К      |                                           |
| Министр без портфеля                                                            | баронесса Варси                      | К      |                                           |
| Также имеют право участвовать в заседаниях Кабинета                             |                                      |        |                                           |
| Министр кабинета                                                                | Фрэнсис Мод                          | К      |                                           |
| Государственный министр кабинета                                                | Оливер Летвин                        | К      |                                           |
| Государственный министр кабинета                                                | Дэвид Уиллетс                        | К      |                                           |
| Лидер Палаты общин, лорд-хранитель Малой печати                                 | сэр Джордж Янг                       | К      |                                           |
| Главный парламентский организатор, Парламентский секретарь Казначейства         | Патрик Маклохлин                     | К      |                                           |
| Приглашается на заседания Кабинета в случае необходимости                       |                                      |        |                                           |
| Генеральный атторней Англии и Уэльса                                            | Доминик Грив                         | К      |                                           |

## Второй состав кабинета (2012—2014)

### Формирование
4 сентября 2012 года Кэмерон осуществил перестановки в кабинете, сделав тринадцать новых назначений. По мнению ряда либеральных наблюдателей, вследствие произведённых премьером действий обновлённое правительство в своих политических пристрастиях сдвинулось вправо.

### Изменения
19 октября 2012 года главный парламентский организатор Эндрю Митчелл подал в отставку из-за стычки с полицейскими, в ходе которой использовал грубые выражения. В тот же день его место занял сэр Джордж Янг.
7 января 2013 года вышел из правительства лидер Палаты лордов Томас Гэлбрейт, 2-й барон Стрэтклайд, пожелавший вернуться в частный бизнес, его сменил Джонатан Хилл.
7 октября 2013 года министр по делам Шотландии Майкл Мур оставил свою должность, его заменил Алистер Кармайкл.
9 апреля 2014 года министр культуры, спорта, по делам женщин и равных возможностей Мария Миллер ушла в отставку, заявив Дэвиду Кэмерону, что её дальнейшее присутствие в правительстве будет мешать работе кабинета. Её место в качестве министра культуры, спорта и равных возможностей занял Саджид Джавид, которого в его прежней должности финансового секретаря Казначейства сменила Ники Морган. Морган также получила право в случае необходимости участвовать в заседаниях Кабинета как министр по делам женщин.

### Список
| Должность                                                                                                | Имя                                  | Партия | Примечания                            |
| --- | ------------------------------------ | ------ | ------------------------------------- |
| Премьер-министр, первый лорд казначейства, министр гражданской службы                                    | Дэвид Кэмерон                        | К      |                                       |
| Заместитель премьер-министра Соединённого Королевства, лорд-председатель Совета                          | Ник Клегг                            | ЛД     |                                       |
| Канцлер казначейства                                                                                     | Джордж Осборн                        | К      |                                       |
| Старший секретарь Казначейства                                                                           | Дэнни Александер                     | ЛД     |                                       |
| Министр иностранных дел, первый министр                                                                  | Уильям Хейг                          | К      |                                       |
| Министр внутренних дел                                                                                   | Тереза Мэй                           | К      |                                       |
| Лидер Палаты лордов, Канцлер герцогства Ланкастерского                                                   | Томас Гэлбрейт, 2-й барон Стрэтклайд | К      | Подал в отставку 3 января 2013 года   |
| Лидер Палаты лордов, Канцлер герцогства Ланкастерского                                                   | Джонатан Хилл                        | К      | с 7 января 2013 года                  |
| Министр юстиции; лорд-канцлер                                                                            | Крис Грэйлинг                        | К      |                                       |
| Министр по делам бизнеса, инноваций и профессионального образования                                      | Винс Кейбл                           | ЛД     |                                       |
| Министр местного самоуправления                                                                          | Эрик Пиклз                           | К      |                                       |
| Министр по делам культуры, Олимпийских игр, СМИ и спорта                                                 | Мария Миллер                         | К      | Ушла в отставку 9 апреля 2014 года    |
| Министр по делам культуры, Олимпийских игр, СМИ и спорта                                                 | Саджид Джавид                        | К      | С 9 апреля 2014 года                  |
| Министр по делам женщин и равных возможностей                                                            | Мария Миллер                         | К      | Ушла в отставку 9 апреля 2014 года    |
| Министр равных возможностей                                                                              | Саджид Джавид                        | К      | С 9 апреля 2014 года                  |
| Министр обороны                                                                                          | Филип Хэммонд                        | К      |                                       |
| Министр образования                                                                                      | Майкл Гоув                           | К      |                                       |
| Министр энергетики и борьбы с изменением климата                                                         | Эд Дейви                             | ЛД     |                                       |
| Министр по делам окружающей среды, продовольствия и сельского хозяйства                                  | Оуэн Патерсон                        | К      |                                       |
| Министр здравоохранения                                                                                  | Джереми Хант                         | К      |                                       |
| Министр международного развития                                                                          | Джастин Грининг                      | К      |                                       |
| Министр по делам Северной Ирландии                                                                       | Тереза Вильерс                       | К      |                                       |
| Министр по делам Шотландии                                                                               | Майкл Мур                            | ЛД     | До 7 октября 2013                     |
| Министр по делам Шотландии                                                                               | Алистер Кармайкл                     | ЛД     | С 7 октября 2013                      |
| Министр транспорта                                                                                       | Патрик Маклохлин                     | К      |                                       |
| Министр по делам Уэльса                                                                                  | Дэвид Джонс                          | К      |                                       |
| Министр труда и пенсий                                                                                   | Иан Дункан Смит                      | К      |                                       |
| Также имеют право участвовать в заседаниях Кабинета                                                      |                                      |        |                                       |
| Лидер Палаты общин, лорд-хранитель Малой печати                                                          | Эндрю Лэнсли                         | К      |                                       |
| Главный парламентский организатор, Парламентский секретарь Казначейства                                  | Эндрю Митчелл                        | К      | Подал в отставку 19 октября 2012 года |
| Главный парламентский организатор, Парламентский секретарь Казначейства                                  | сэр Джордж Янг                       | К      | В должности с 19 октября 2012 года    |
| Министр кабинета, Руководитель Счётной палаты                                                            | Фрэнсис Мод                          | К      |                                       |
| Государственный министр университетов и науки                                                            | Дэвид Уиллетс                        | К      |                                       |
| Государственный министр кабинета                                                                         | Оливер Летвин                        | К      |                                       |
| Финансовый секретарь Казначейства                                                                        | Саджид Джавид                        | К      | До 9 апреля 2014 года.                |
| Финансовый секретарь Казначейства, министр по делам женщин                                               | Ники Морган                          | К      | С 9 апреля 2014 года.                 |
| Старший государственный министр иностранных дел, старший государственный министр вероисповедания и общин | баронесса Варси                      | К      |                                       |
| Министр без портфеля, сопредседатель Консервативной партии                                               | Грант Шэппс                          | К      |                                       |
| Министр без портфеля                                                                                     | Кеннет Кларк                         | К      |                                       |
| Посещает заседания Кабинета в случае обсуждения вопросов его ведомства                                   |                                      |        |                                       |
| Генеральный атторней Англии и Уэльса                                                                     | Доминик Грив                         | К      |                                       |

## Третий состав кабинета (2014—2015)

### Формирование
15 июля 2014 года Дэвид Кэмерон произвёл новые перестановки в кабинете.

### Изменение
5 августа 2014 года баронесса Варси подала в отставку в знак протеста против политики кабинета в отношении кризиса в секторе Газа, назвав её «не имеющей морального оправдания» (morally indefensible). 6 августа было объявлено, что обязанности Варси как государственного министра иностранных дел и по делам Содружества переходят к баронессе Джойс Энелэй, а министр местного самоуправления Эрик Пиклз принимает дополнительные обязанности государственного министра вероисповеданий и общин.

### Список
| Должность | Имя                            | Партия | Примечания                            |
| --- | ------------------------------ | ------ | ------------------------------------- |
| Премьер-министр, первый лорд казначейства, министр гражданской службы                                           | Дэвид Кэмерон                  | К      |                                       |
| Заместитель премьер-министра Соединённого Королевства, лорд-председатель Совета                                 | Ник Клегг                      | ЛД     |                                       |
| Лидер Палаты общин, первый министр                                                                              | Уильям Хейг                    | К      |                                       |
| Канцлер казначейства                                                                                            | Джордж Осборн                  | К      |                                       |
| Министр иностранных дел, первый министр                                                                         | Филип Хэммонд                  | К      |                                       |
| Министр внутренних дел                                                                                          | Тереза Мэй                     | К      |                                       |
| Министр по делам бизнеса, инноваций и профессионального образования                                             | Винс Кейбл                     | ЛД     |                                       |
| Министр местного самоуправления                                                                                 | Эрик Пиклз                     | К      |                                       |
| Министр по делам культуры, СМИ и спорта                                                                         | Саджид Джавид                  | К      |                                       |
| Министр обороны                                                                                                 | Майкл Фэллон                   | К      |                                       |
| Министр образования, министр по делам женщин и равных возможностей                                              | Ники Морган                    | К      |                                       |
| Министр энергетики и борьбы с изменением климата                                                                | Эд Дейви                       | ЛД     |                                       |
| Министр по делам окружающей среды, продовольствия и сельского хозяйства                                         | Элизабет Трасс                 | К      |                                       |
| Министр здравоохранения                                                                                         | Джереми Хант                   | К      |                                       |
| Министр международного развития                                                                                 | Джастин Грининг                | К      |                                       |
| Министр юстиции; лорд-канцлер                                                                                   | Крис Грэйлинг                  | К      |                                       |
| Министр по делам Северной Ирландии                                                                              | Тереза Вильерс                 | К      |                                       |
| Министр по делам Шотландии                                                                                      | Алистер Кармайкл               | ЛД     |                                       |
| Старший секретарь Казначейства                                                                                  | Дэнни Александер               | ЛД     |                                       |
| Министр транспорта                                                                                              | Патрик Маклохлин               | К      |                                       |
| Министр по делам Уэльса                                                                                         | Стивен Крэбб                   | К      |                                       |
| Министр труда и пенсий                                                                                          | Иан Дункан Смит                | К      |                                       |
| Также имеют право участвовать в заседаниях Кабинета                                                             |                                |        |                                       |
| Лидер Палаты лордов, лорд-хранитель Малой печати                                                                | Тина Стоуэлл, баронесса Бистон | К      |                                       |
| Главный парламентский организатор, Парламентский секретарь Казначейства                                         | Майкл Гоув                     | К      |                                       |
| Министр кабинета, Руководитель Счётной палаты                                                                   | Фрэнсис Мод                    | К      |                                       |
| Государственный министр правительственной политики, Канцлер герцогства Ланкастерского                           | Оливер Летвин                  | К      |                                       |
| Государственный министр кабинета, государственный министр школ                                                  | Дэвид Лоуз                     | ЛД     |                                       |
| Государственный министр университетов, науки и городов                                                          | Грег Кларк                     | К      |                                       |
| Генеральный атторней Англии и Уэльса                                                                            | Джереми Райт                   | К      |                                       |
| Министр без портфеля, сопредседатель Консервативной партии                                                      | Грант Шэппс                    | К      |                                       |
| Государственный министр предпринимательства и энергетики, министр по делам Портсмута                            | Мэттью Хэнкок                  | К      |                                       |
| Государственный министр занятости                                                                               | Эстер Макви                    | К      |                                       |
| Государственный министр вероисповедания и общин, государственный министр иностранных дел и по делам Содружества | баронесса Варси                | К      | Подала в отставку 5 августа 2014 года |
| Государственный министр иностранных дел и по делам Содружества                                                  | Джойс Энелэй                   | К      | С 6 августа 2014 года                 |

## Окончание полномочий кабинета
7 мая 2015 года состоялись парламентские выборы, по итогам которых 11 мая 2015 года Дэвид Кэмерон сформировал новое однопартийное правительство.